# 中國銀魚
中國銀魚（学名：Salanx chinensis）又名白肌银鱼、白饭鱼，為銀魚科银鱼属的一種溫帶魚類，分布於西北太平洋中國淡水、半鹹水、海域，體長可達16.1公分，棲息在底層水域，會進行洄游，生活習性不明，可做為食用魚。
曾被归类于白肌银鱼属。

## 扩展阅读
- 維基物種上的相關：中國銀魚